# Dolmen de Peyre Dusets
Le dolmen de Peyre Dusets est situé à Loubajac, dans le département des Hautes-Pyrénées en région Occitanie.

## Toponymie
En occitan, peyre signifie «pierre ».
Le dolmen de Peyre Dusets s’orthographie également dolmen de Peyre Duzets et est aussi nommé Pouey d'Used ou Pierre d'Uzès.

## Localisation
Le mégalithe est situé sur le côté est du chemin Henri IV, à 1 kilomètre au nord de l'embranchement de la route départementale D 3.
Il est localisé en partie est de la forêt de Mourle, orienté sud-est avec vue sur les Pyrénées.

## Description
Le dolmen de Peyre Dusets est un tumulus ovale de 20 m à 40 m de diamètre et de 4 m de hauteur.
Il dispose d'une chambre funéraire, de 1,60 m sur 2,50 m orientée sud, et délimitée par 3 dalles de granite sur lesquelles repose une autre dalle de couverture,
Le tumulus a été coupé en deux par le sentier du chemin Henri IV et quelques tessons de poterie gallo-romaines ont été retrouvés dans la chambre funéraire.

## Galerie d'images

Sélection de vues du dolmen en 2021.
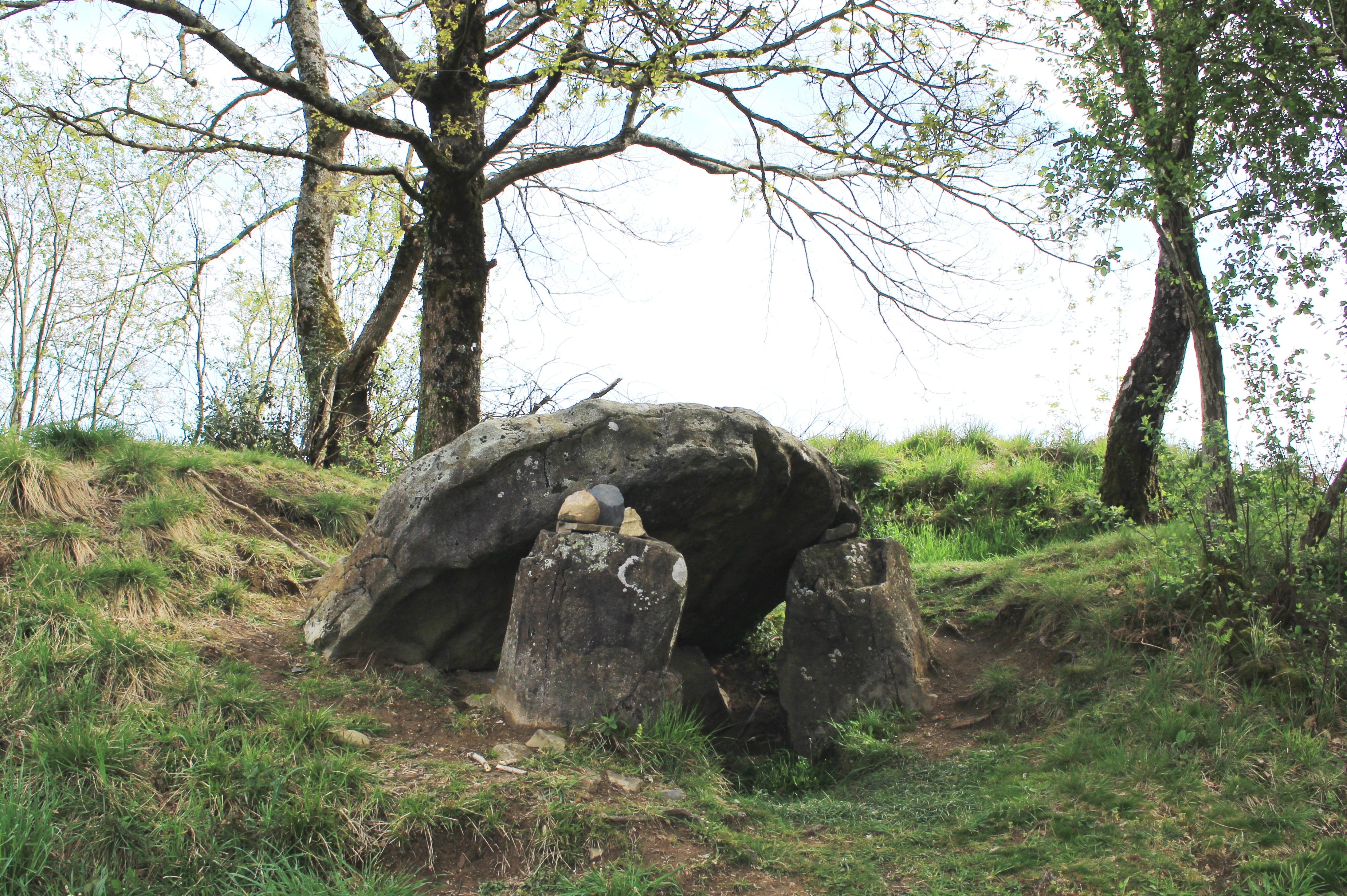
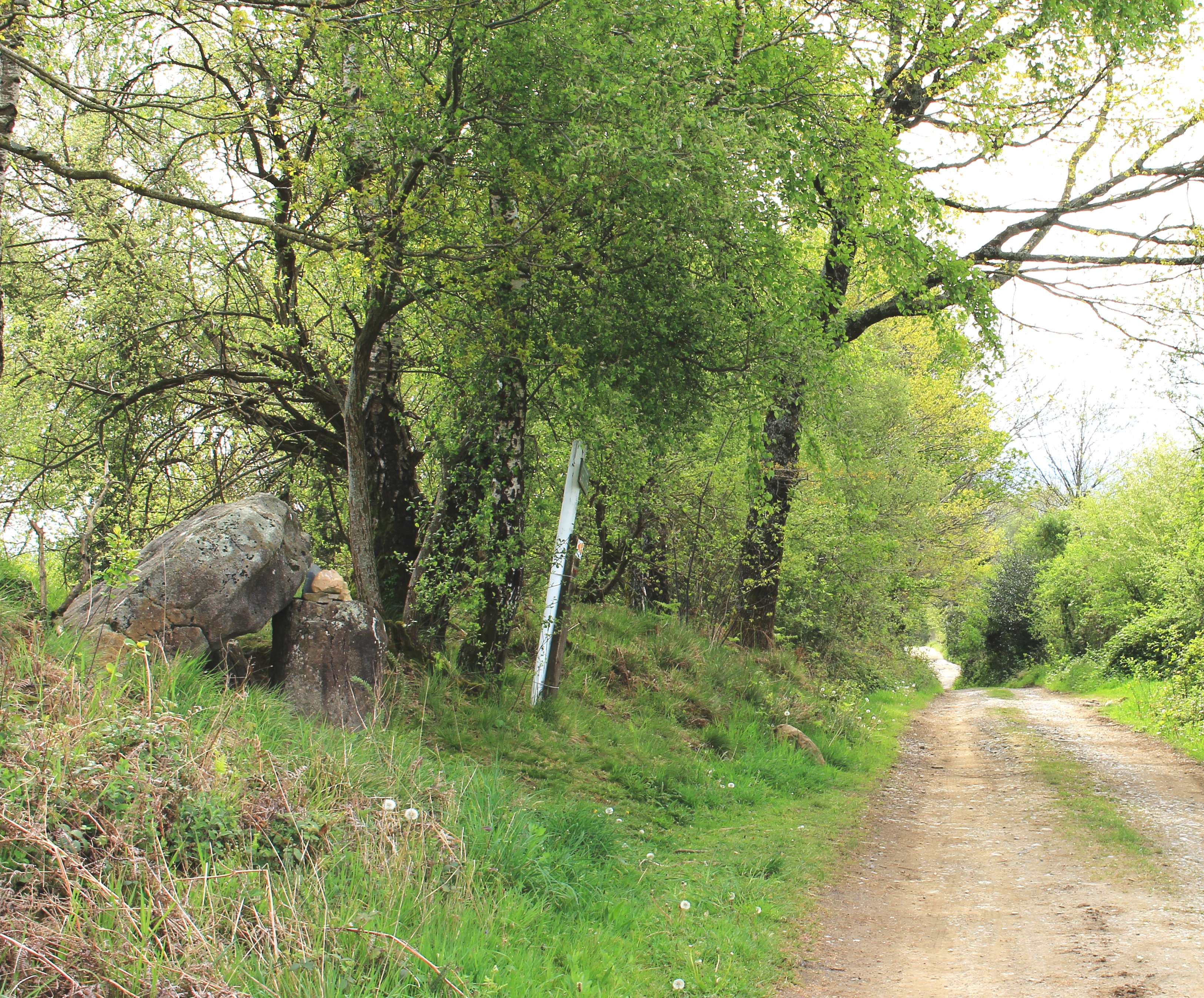
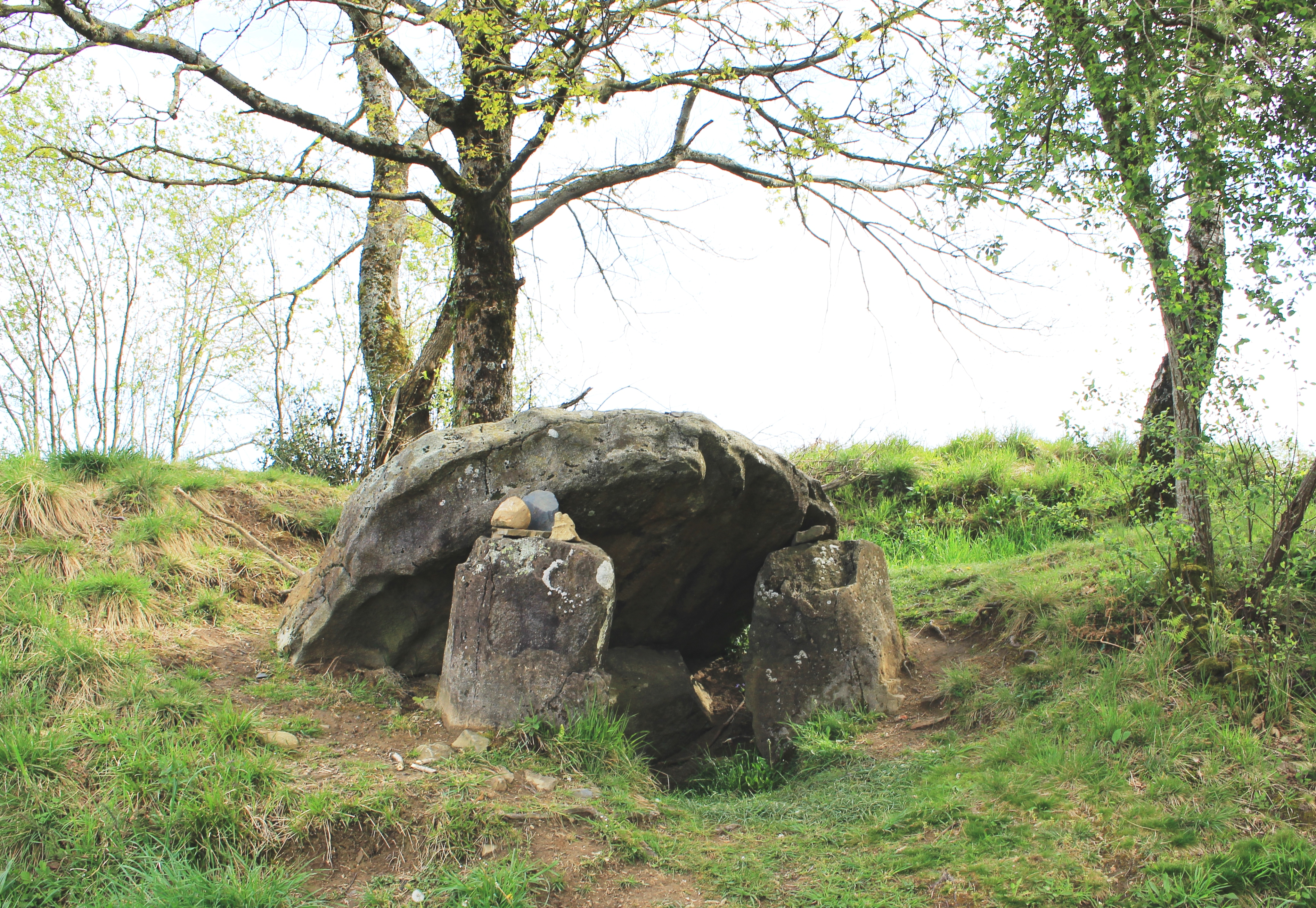